# Roger Taillefer
Roger Taillefer, né à Froissy le 4 juin 1907 et mort à Montmeyan le 5 mai 1999, est un résistant français.

## Biographie
Roger Taillefer est le fils d’Eugène Taillefer (1864-1936), chef de train, et d'Alice Thiebaux (1872-1951), chef de station, tous deux employés à la gare des chemins de fer de Froissy (Oise) sur la ligne Estrées-Saint-Denis - Froissy - Crèvecœur-le-Grand. Il est l’époux d'Antoinette Bennezon (1907-1971) dont il a un fils, Maurice Taillefer (1929-2021). Après le décès d'Antoinette, il se remarie avec Juliette Menestrey (1912-1990).
Il fréquente l'école communale de Froissy où il obtient son certificat d'études primaires. Après un apprentissage en mécanique automobile et électricité, il effectue son service militaire au 37e régiment d'aviation de Casablanca (Maroc) de novembre 1925 à février 1927. À son retour, il devient ouvrier sur les lignes de l'entreprise ferroviaire PO-Midi, puis à la Compagnie du chemin de fer métropolitain de Paris (CMP). Il est militant de la SFIO et « trésorier de la 13e section socialiste de Paris ».
Mobilisé en septembre 1939, il est affecté à la 2e compagnie des ouvriers militaires de l'armée d'Amiens (Somme) qui est chargée du ravitaillement de la 2e armée. Envoyé dans la zone avancée des armées à Brieulles-sur-Meuse. En juin 1940, il est capturé par les Allemands à Gérardmer (Vosges) puis est envoyé dans le camp de prisonniers de guerre Stalag VI-B en Allemagne.
Il s’évade de Hazen en février 1942 et rejoint la France. Recherché par les Allemands, il ne peut reprendre son emploi à la CMP. Il se rend alors en zone libre et devient ajusteur sur prototypes à Société nationale des constructions aéronautiques du sud-est de Marignane (Bouches du Rhône).
Il entre dans la Résistance par l'intermédiaire d'un ancien ami de Paris réfugié à Marseille, le médecin Juif Paul Schmierer. Ce dernier et Daniel Ungemach-Bénédite, qui sont responsables du « Centre américain de secours de Marseille » (fondé par Varian Fry), lui demandent de mettre sur pied une filière d’évasion vers la Suisse,. Durant l'été et l'automne 1942, aidé par sa femme Antoinette, il conduit jusqu'à Chamonix (Haute-Savoie) cinq groupes de fugitifs Juifs. Ce sont au total vingt personnes qu'il va réussir à faire passer par le col de Balme jusqu'à Martigny (Suisse) avec l'aide d'un guide de haute montagne.

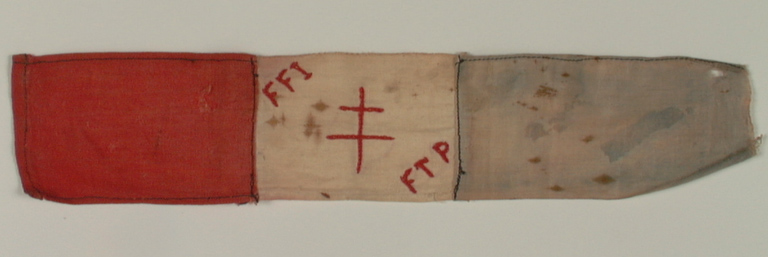
Brassard de FFI / FTP, portant au centre une croix de Lorraine

En janvier 1943, il s’engage dans les Forces françaises libres,. Il est affecté dans les Forces françaises combattantes et il dirige à Marseille sous le nom de code Dorine la sous-section du réseau Tartane-Masséna. Il passe ensuite sous l'égide des Mouvements unis de la Résistance et il dirige le sous-réseau de renseignement « Burin». En juin 1943, avec Daniel Bénédite et Paul Schmierer, il participe à la création d'un chantier forestier dans la forêt domaniale de Pélenc. Jusqu'en août 1944, cette exploitation forestière accueille des réfugiés et sert de base arrière pour les activités de renseignement,,.
La citation de la King's Medal for Courage in the Cause of Freedom est éloquente : « De février 1943 à la Libération, il a dirigé les missions clandestines d’un groupe d’agents qui a fourni de précieux renseignements et informations militaires sur les activités ennemies dans le pays. Grâce aux détails précis contenus dans ses rapports, l’aviation des forces alliées a réussi de nombreux bombardements sur des cibles militaires ennemies. Il fait preuve de grand courage et de dévouement dans l’accomplissement de son important travail d’espionnage dans des conditions toujours plus dangereuses dues aux activités de contre-espionnage conduites par l’ennemi ».
En sa qualité de chef de sous-réseau de renseignement, il est chargé de mission de 1e classe. Début 1944, « surpris alors qu'il prépare l'envoi d'un courrier, réussit, alors qu'il est arrêté par la Gestapo, à s'échapper par les toits, menottes aux poignets. Reprenant contact avec son réseau, il continue la lutte jusqu'à la Libération ». « Chef d'un sous-réseau dont il avait fait une équipe homogène toute dévouée à la cause de la France, (il) a pu pendant 18 mois malgré les arrestations massives de la Gestapo soutenir de façon permanente le moral de sa troupe grâce à son exemple et à son mépris du danger ».
En octobre 1944, avec le grade d'assimilation de capitaine, il occupe les fonctions de chef adjoint d'un service de la DGER du Sud-Est à Marseille. Il est démobilisé en juillet 1945.
À partir de 1945, il ne quittera plus la région du Var. De 1945 à 1950, épaulé par son épouse Antoinette qui a le sens du commerce, il devient marchand forain et vit à Régusse. Il est ensuite hôtelier restaurateur cafetier à Saint-Maximin-la-Sainte-Baume entre 1950 et 1966. Sa fin de carrière se passe à Six-Fours-les-Plages où il est chargé de l'entretien d'une propriété de 1966 à 1972, puis il se retire à Montmeyan pour prendre sa retraite.

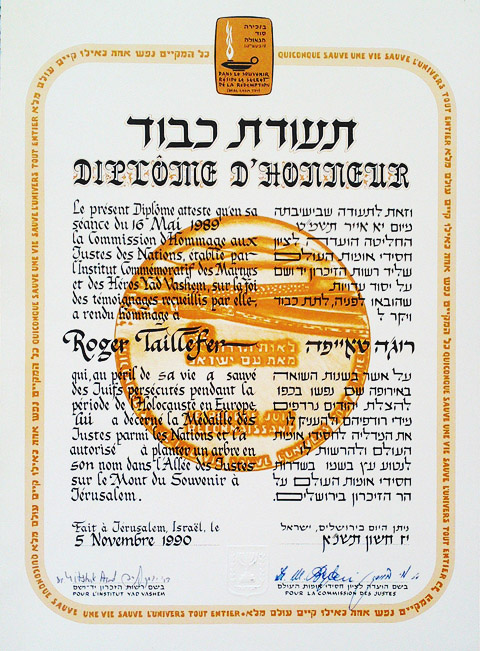
Le diplôme de Juste parmi les nations, 1990.

Taillefer sera abondamment décoré et notamment, reconnu Juste parmi les nations à Jérusalem en 1989.

## Décorations
- Chevalier de la Légion d'honneur
- Médaille militaire[24]
- Croix de guerre 1939–1945, palme de bronze et une palme d'argent[25]
- Médaille de la Résistance française[26]
- Croix du combattant volontaire de la guerre de 1939–1945[27]
- Croix du combattant volontaire de la Résistance[28]
- Médaille des évadés[29]
- Médaille commémorative de la guerre 1939–1945
- King's Medal for Courage in the Cause of Freedom ( Royaume-Uni)
- Juste parmi les nations[30],[31] ( Israël)